# Fort Peck
|  | Per a altres significats, vegeu «reserva índia de Fort Peck». |

Fort Peck és una vila al comtat de Valley, Montana, Estats Units. Segons el cens del 2020 tenia 239 habitants.

## Història
El nom Fort Peck està associat amb el coronel Campbell K. Peck, soci d'Elias H. Durfee a la firma comercial Durfee and Peck de Leavenworth (Kansas). El 1867 l'empleat de l'empresa Abe Farwell va construir el lloc comercial de Fort Peck al llarg del riu Missouri, que gaudia d'un monopoli virtual en el comerç amb els pobles sioux i assiniboine. Després de la seva curta vida com a lloc comercial, Fort Peck va servir com a agència índia des de 1873 fins a 1878. En aquell moment, l'agència es va traslladar a la seva ubicació actual a Poplar. Fort Peck va tenir una oficina de correus de 1879 a 1881.
El 1934 es construí una nova vila de Fort Peck, situada a unes dues milles al nord de l'original, per allotjar els empleats del Cos d'Enginyers de l'Exèrcit implicats en la construcció de la presa de Fort Peck. Dissenyada per ser temporal, la ciutat de propietat governamental, tanmateix, incloïa moltes característiques d'una ciutat permanent, com ara una seu administrativa, un hospital, botigues, un teatre, una sala d'esbarjo i altres instal·lacions. Totalment inadequat per allotjar els més de 10.000 empleats, Fort Peck aviat es va unir a nombrosos barris de barraques, com Wheeler, New Deal, Delano Heights i Park Grove. El districte històric de Fort Peck Original Houses, el Fort Peck Theatre i l'hospital, l'edifici administratiu i altres propietats d'obres públiques associades figuren al registre nacional.
L'edifici de l'administració, l'hotel i el garatge de l'empleat, el garatge i l'estació de bombers, l'hospital, i la sala d'esbarjo de la ciutat dirigida pel govern figuren al Registre Nacional de Llocs Històrics.

## Geografia
Fort Peck es troba a48° 0′ 28″ N, 106° 27′ 1″ O / 48.00778°N,106.45028°O (48.007858, -106.450327).
Segons l'Oficina del Cens dels Estats Units la ciutat té una superfície total de 0.86 milles quadrades (2.23 km2) tot terra ferma.

### Cens del 2000
Segons el cens del 2000 tenia 240 habitants, 91 habitatges, i 75 famílies. La densitat de població era de 274,9 habitants per milla quadrada (106,5/km²). Hi havia 99 habitatges amb una densitat mitjana de 43,9/km² (113,4 per milla quadrada). La composició racial de la ciutat era de 96,25% blancs, 2,08% nadius americans i 1,67% de dues o més races.
Dels 91 habitatges en un 38,5% hi vivien nens de menys de 18 anys, en un 73,6% hi vivien parelles casades, en un 5,5% dones solteres i en un 16,5% no eren unitats familiars. En el 14,3% dels habitatges hi vivien persones soles el 7,7% de les quals corresponia a persones de 65 anys o més que vivien soles. El nombre mitjà de persones vivint en cada habitatge era de 2,64 i el nombre mitjà de persones que vivien en cada família era de 2,89.
Per edats la població es repartia de la següent manera: un 28,8% tenia menys de 18 anys, un 2,9% entre 18 i 24, un 21,7% entre 25 i 44, un 32,9% entre 45 i 60 i un 13,8% 65 anys o més vell. La mitjana d'edat era de 43 anys. Per cada 100 dones hi havia 92,0 homes. Per cada 100 dones de 18 o més anys hi havia 87,9 homes.
La renda mediana per habitatge era de 47.083 $ i la renda mediana per família de 50.938 $. Els homes tenien una renda mediana de 32.500 $ mentre que les dones 33.750 $. La renda per capita de la població era de 17.943 $. Cap de les famílies i el 0,8% de la població vivien per sota del llindar de pobresa, inclosos els menors de divuit anys i el 6,9% dels majors de 64 anys.

### Cens del 2010
Segons el cens del 2010, la ciutat tenia 233 habitants, 99 habitatges, i 73 famílies. La densitat de població era de 270.9 habitants per milla quadrada (104.6/km2). Hi havia 110 unitats d'habitatge amb una densitat mitjana de 49,4/km 127.9 per milles quadrades (). La composició racial de la ciutat era 93,6% blancs, 3,0% nadius americans, 0,4% asiàtics i 3,0% de dues o més races.
Hi havia 99 habitatges, dels quals en un 22,2% hi vivien nens de menys de 18 anys, en un 68,7% hi vivien parelles casades, en un 2,0% dones solteres, en un 3% d'un home sense dona. i un 26,3% no eren familiars. En el 21,2% dels habitatges hi vivien persones soles el 9,1% de les quals corresponia a persones de 65 anys o més que vivien soles. El nombre mitjà de persones vivint en cada habitatge era de 2,35 i el nombre mitjà de persones que vivien en cada família era de 2,74.
La mediana d'edat a la ciutat era de 48,9 anys. El 18% dels residents eren menors de 18 anys; el 4,4% tenia entre 18 i 24 anys; el 19,4% tenien entre 25 i 44 anys; el 39,9% tenia entre 45 i 64 anys; i el 18,5% tenia 65 anys o més. La composició de gènere de la ciutat era d'un 52,8% d'homes i un 47,2% de dones.